# Double Destin
Pour plus de détails, voir Fiche technique et Distribution.
Double Destin est un film franco-allemand réalisé par Victor Vicas et sorti en 1954.

## Fiche technique
- Titre : Double Destin
- Titre original : Das zweite Leben
- Autre titre : Retour à la vérité
- Réalisation : Victor Vicas
- Scénario : Frédéric Grendel, Victor Vicas et Dieter Werner , d'après Siegfried, pièce de Jean Giraudoux créée en mai 1928
- Photographie : André Bac
- Décors : Alfred Bütow, Ernst Schomer
- Costumes : Ingrid Bütow
- Son : Jacques Lebreton et Eduard Kessel
- Montage : Georges Klotz et Ira Oberberg
- Musique : Hans-Martin Majewski
- Sociétés de production : Hamster Productions - Madeleine Films - Trans-Rhein Film
- Pays de production :  France -  Allemagne de l'Ouest
- Format : Noir et blanc — 35 mm — 1,37:1 — son Mono
- Genre : Drame
- Durée : 90 minutes
- Dates de sortie : 
  - Allemagne de l'Ouest: 12 novembre 1954
  - France: 19 janvier 1955
- Affiches : Georges Kerfyser, Jean Mascii (France)

## Distribution
- Michel Auclair : Jacques
- Simone Simon : Françoise
- Barbara Rütting : Sybil
- Bernhard Wicki : Rainer
- Yves Brainville : Garreau
- Rolf von Nauckhoff : le professeur Werner
- Gert Froebe : Mittelmeier
- Walter Clemens : l'Italien
- Georges Vitray : M. Gervais
- Marcel Rouzé
- Yvonne Yma